# Лавальде
Лавальде (нем. Lawalde) — община в Германии, в земле Саксония. Подчиняется административному округу Дрезден. Входит в состав района Гёрлиц. Подчиняется управлению Лёбау. Население составляет 2024 человека (на 31 декабря 2010 года). Занимает площадь 14,53 км².
Коммуна подразделяется на 5 сельских округов.